# ギルバート・ハーマン
ギルバート・ハーマン（Gilbert Harman, 1938年 - 2021年11月13日）は、アメリカ合衆国の哲学者。

## 来歴
1963年からプリンストン大学で教鞭をとっている。言語哲学、認知科学、心の哲学、倫理学、道徳心理学、認識論、統計学習理論、形而上学まで幅広い著述活動を行う。ジョージ・ミラーと共にプリンストン大学認知科学研究所のディレクターを務めた。電子工学、計算機科学、心理学、哲学、言語学の授業を単独もしくは共同で教えた経験がある。
現在、ジェームズ・S・マクドネル哲学卓越教授。認知科学会のフェロー、心理学会のフェローに任命されている。また、アメリカ芸術科学アカデミーのフェローも務める。2005年、パリでジャン・ニコ賞を受賞した。2009年、人文学における卓越した業績によってプリンストン大学ベーマン賞を受賞した。受賞スピーチの題目は、「我々には言語学科が必要だ（We need a linguistics department）」。
スワースモア大学から学士号を、ハーバード大学から博士号を取得。マイケル・スクリヴェン、ウィラード・ヴァン・オーマン・クワイン、ノーム・チョムスキーの薫陶を受ける。弟子には、スティーヴン・スティッチ（ラトガース大学）、ジェームズ・ドライアー（ブラウン大学）、ニコラス・スタージョン（コーネル大学）、ジョシュア・ノビー（イェール大学）がいる。
娘のエリザベス・ハーマンも哲学者であり、プリンストン大学哲学科と人間価値センターのメンバーである。

## 認識論
ハーマンが1965年に論じた「最良の説明への推論（inference to the best explanation）」――観察可能な現象を最もよく説明するために必要とされるものの存在を推論すること――の役割についての議論は非常に大きな影響力を持った。後の著作では、すべての推論は合理的な「視点の転換（change in view）」として理解されるべきだとされ、保守主義（conservatism）と整合性（coherence）を釣り合わせつつ、単純性と説明的考察はポジティブな整合性と関連しており、矛盾を避けることはネガティブな整合性と関連する、と主張している。ハーマンはアプリオリな知識に訴える主張に対する懐疑を表明しており、論理学と意思決定理論は含意と一貫性に関する理論なのであって、従うことができるような理論なのではないと論じている。つまり、それらは推論についての理論ではないのである。
著書『Thought』や『Change in View』では、知識についての直観は推論について考える上で有益だと論じられている。最近では、ブレット・シャーマンとともに、知識は未知の諸前提に基づきうると示唆している。また、サンジェーヴ・クルカルニとともに、初等統計学習理論は帰納に関する哲学的問題へのある種の回答を与えていると主張している。

## 心
ハーマンによれば、知覚経験は「志向的内容（intentional content）」を持ち、経験の志向的対象がもつ質と経験そのものの質を混同しないことが重要である。知覚者は経験において現前する質のみを意識しているのであり、心的絵画（mental paint）の一種として我々が経験するものを表象する経験の性質を意識するわけではない。
また、知覚やその他の心理状態は自己反省的であるため、知覚経験の内容は次のように説明される。「まさにこの経験は、これこれの特徴をもつ一本の木を知覚した結果である（ただし、経験が言語によるものである場合を除く）」。志向・意図（intention）の内容は次のように説明される。「まさにこの志向によって私は６時ちょうどに家に行くだろう」。

## 倫理学
『The Nature of Morality』において、ハーマンは最良の説明への推論に依拠しつつ、客観的な道徳的事実は存在しないが、それは道徳的判断を説明するためにそのような事実は必要ないからだ、と主張した。つまり、単一の真なる道徳性などはないと主張しているのである。この点において、道徳的相対主義は真であるとされる（この種の道徳的相対主義は、通常、人が自らの道徳的判断によって意味するものとは異なる理論である）。
ハーマンは道徳理論を人の卓越（flourishing）や性格の概念によって基礎づけようとする試みを拒否し、罪悪感や恥を感じ取るためには良い人格を持ち合わせる必要があるという主張に対する懐疑を表明している。

## 著作
単著:
- Thought (Princeton,1973) ISBN 0-691-07188-8
- The Nature of Morality: An Introduction to Ethics (Oxford,1977) ISBN 0-19-502143-6
大庭健、宇佐美公生訳『哲学的倫理学叙説――道徳の本性の自然主義的解明』産業図書、1988年
- Change in View: Principles of Reasoning (MIT,1986) ISBN 0-262-58091-8
- Scepticism and the Definition of Knowledge (Garland,1990) [This is Gilbert Harman's doctoral dissertation which was submitted to Harvard University in 1964]
- (with Judith Jarvis Thomson), Moral Relativism and Moral Objectivity (Blackwell,1996) ISBN 0-631-19211-5
- Reasoning, Meaning and Mind (Clarendon,1999) ISBN 0-19-823802-9
- Explaining Value and Other Essays in Moral Philosophy (Clarendon,2000) ISBN 0-19-823804-5
- (with Sanjeev Kulkarni) Reliable Reasoning: Induction and Statistical Learning Theory (MIT Press, 2007)
サンジェーヴ・クルカルニ共著、蟹池陽一訳『信頼性の高い推論――帰納と統計的学習理論』勁草書房、2009年
- (with Sanjeev Kulkarni) An Elementary Introduction to Statistical Learning Theory (Wiley, 2012).

編著:
- (with Donald Davidson), Semantics of Natural Language (D. Reidel,1972)
- On Noam Chomsky: Critical Essays (Anchor,1974)
- (with Donald Davidson), The Logic of Grammar (Dickenson,1975)
- Conceptions of the Human Mind: Essays in Honor of George A. Miller (Laurence Erlbaum,1993)
- (with Ernie Lepore), A Companion to W.V.O. Quine (Wiley, 2014)